# Parafia Przemienienia Pańskiego i Ducha Świętego w Wiśniowej Poduchownej
Parafia Przemienienia Pańskiego i Ducha Świętego w Wiśniowej Poduchownej – parafia rzymskokatolicka, znajdująca się w diecezji sandomierskiej, w dekanacie Staszów.